# MAD 무비
매드무비(MADムービー)는 원작자의 음성, 게임, 그림, 동영상, 애니메이션 등을 개인이 편집, 합성, 재생산된 미디어를 의미한다. 컴퓨터와 CG소프트가 보급된 21세기 초반에는 "손그림 MAD"(자신이 일러스트를 직접 그린 2차저작물 동영상)이라는 용어가 등장하는 등 의미가 확장되었다. 주로 팬 활동의 일환으로 여겨진다. ‘매드’란 이름은 영어 made의 일본식 발음 メ―ド 또는 mad의 일본식 발음 マッド에서 유래했다고 알려져 있다.

## 종류
- 음계 MAD (또는 음MAD)

일반적인 매드무비와 달리 목소리나 사물의 효과음, 음악의 전주를 빌려와 사용하는 매드무비이다. 이 경우에는 히사모토 마사미, 동방 프로젝트의 2차 창작물 등 니코니코 동화와 2ch에서 코미디 소재가 된 영상의 소재를 빌려오는 경우가 많다.

## 주요 관련 커뮤니티

### 합성 필수요소 갤러리(현 합성 갤러리)
한국 최초의 매드무비 커뮤니티. 2002년 6월 시작되었으며, 2010년경까지 한국의 합성 및 인터넷 문화에 많은 영향을 끼친 커뮤니티이다. 현재는 '황제 합성제'라는 인물을 필두로 한 그림판 합성 도배와 타 주제의 합성 갤러리와의 병합, 그리고 많은 유저들의 이탈로 매드무비 커뮤니티로서의 역할은 하지 않고있다.
이 커뮤니티에서 나온 가장 대표적인 매드무비 소재는 심영물이 있다.

### 드럭스토어
2021년 기준 한국 최대 규모이자 최고로 활발한 매드무비 커뮤니티. 티비플로부터 시작된 이 커뮤니티는 현재 네이버 카페와 유튜브를 주요 거점으로 삼고 있다. 음매드를 주력 컨텐츠를 삼으며, 초창기 오뚜기 진짬뽕 광고 영상과 개그콘서트의 '달인' 코너를 주력 소재로 삼았다. 현재는 아니메나 최근 유행하는 인터넷 밈 등 매우 넓고 다양한 소재들을 이용하여 매드무비 커뮤니티로서의 역할을 하고있다.